# Schachgebot
Ein Schachgebot ist die Bedrohung des Königs im Schachspiel durch eine Figur des Gegners. Bedroht ist der König dann, wenn er von der Figur geschlagen werden könnte, wenn der entsprechende Spieler am Zug wäre. Dies gilt auch dann, wenn die angreifende Figur nicht auf das Feld des angegriffenen Königs ziehen kann, weil sie beispielsweise ihrerseits an den eigenen König gefesselt ist. Das Schachgebot geht von der Figur aus, die den König angreift. Man sagt: „Die Figur bietet dem König Schach“ oder „Der König steht im Schach“.
Jedes Schachgebot muss abgewehrt werden. Dazu gibt es genau drei Möglichkeiten:
- Der bedrohte König zieht auf ein Feld, welches nicht bedroht ist.
- Die schachbietende Figur wird geschlagen.
- Eine Figur zieht zwischen die Schach gebende Figur und den eigenen König und versperrt dadurch die Wirklinie des Angreifers. Diese Abwehrmöglichkeit funktioniert nicht gegen einen schachbietenden Bauern oder Springer, da beide Figuren beim Angriff keine zu unterbrechende Wirklinie besitzen: Der Bauer greift Felder schräg links und rechts vor ihm an und dazwischen liegt kein weiteres Feld, welches eine schützende Figur besetzen könnte. Der Springer wiederum greift ausschließlich seine möglichen Zielfelder an, aber niemals die Felder dazwischen, die er „überspringen“ würde, weswegen das Ziehen einer Figur auf diese Felder den Springerangriff nicht abblocken könnte.

Kann der König durch keine dieser drei Möglichkeiten in Sicherheit gebracht werden, ist er schachmatt. Kann ein Spieler, dessen König nicht im Schach steht, keinen regelgerechten Zug ausführen, der nicht ins Schach führt, so ist er nicht matt, sondern patt. Die Partie endet dann remis.
Wenn ein Schachgebot nicht abgewehrt wird oder ein Spieler seinen eigenen König ins Schach zieht, ist dies immer ein ungültiger Zug, der zurückgenommen werden muss, wobei im Blitzschach Ausnahmen gelten können. Bis Ende 2017 hatte in offiziellen (Elo-Zahl-ausgewerteten) Turnieren ein solcher ungültiger Zug in einer Blitzpartie laut FIDE-Regeln den sofortigen Partieverlust zur Folge, seit Januar 2018 führt der erste ungültige Zug einer Partie nur noch zu einer Zeitstrafe (und zur Rücknahme des Zuges) und erst ein etwaiger zweiter ungültiger Zug in derselben Partie führt zum direkten Verlust.
Während der König im Schach steht, darf er vorübergehend nicht rochieren. Ebenso wenig darf er durch die Rochade ein Feld überspringen, auf dem er im Schach stünde oder auf ein Zielfeld rochieren, wenn er dort im Schach stünde.
Die Regeln verlangen nicht, dass der Spieler, der Schach gibt, dies auch laut ausspricht. Deswegen treffen ihn auch keinerlei Sanktionen, wenn er nicht „Schach!“ sagt. Während unter Gelegenheitsspielern oder bei Übungspartien laut ausgesprochene Schachgebote üblich sind, kommen sie in der Turnierpraxis, auch in den unteren Ligen, eher selten vor.

## Schachgebotsarten
|   | a | b | c | d | e | f | g | h |   |
| 8 |   |   |   |   |   |   |   |   | 8 |
| 7 |   |   |   |   |   |   |   |   | 7 |
| 6 |   |   |   |   |   |   |   |   | 6 |
| 5 |   |   |   |   |   |   |   |   | 5 |
| 4 |   |   |   |   |   |   |   |   | 4 |
| 3 |   |   |   |   |   |   |   |   | 3 |
| 2 |   |   |   |   |   |   |   |   | 2 |
| 1 |   |   |   |   |   |   |   |   | 1 |
|   | a | b | c | d | e | f | g | h |   |

Weiß am Zug. Jeder Springerzug öffnet die Diagonale des Läufers und bietet dadurch Schach. Mit den beiden Zügen Se7++ und Sf6++ bedroht zudem der Springer den König – Doppelschach!
Eine besondere Art des Schachgebots ist das Abzugschach. Dabei wird eine Figur so gezogen, dass dadurch der Weg einer anderen eigenen Figur zum gegnerischen König frei wird, und dieser somit im Schach steht (analog zum oben dargestellten Dazwischenziehen kann ein Springer nicht durch Abzugschach zur Schach bietenden Figur werden). Eine Steigerung hiervon besteht beim Doppelschach. Dabei bedroht die Figur, die den Weg freiräumt, ebenfalls den gegnerischen König, so dass dieser von zwei Figuren gleichzeitig angegriffen wird. Ein Doppelschach kann nur durch Wegziehen des Königs abgewehrt werden, da durch Schlagen oder Dazwischenziehen nur das Schach einer der Figuren abgewehrt werden könnte.
Sofern ein Schachgebot abgewehrt und gleichzeitig selbst ein Schachgebot gegeben wird ohne die Schach bietende Figur zu schlagen, spricht man von einem Kreuzschach. Wird die Schach bietende Figur geschlagen, so handelt es sich einfach um ein Gegenschach.
Eine Art des Zwischenzuges ist das Zwischenschach.
Kann ein Spieler mit jedem weiteren Zug Schach geben, ohne Matt zu setzen, und macht davon auch Gebrauch, so spricht man von Dauerschach. Die Partie endet remis, weil durch das Dauerschach unweigerlich eine dreimalige Stellungswiederholung oder Remis durch die 50-Züge-Regel eintritt.